# 丛生羊耳蒜
丛生羊耳蒜（学名：Liparis cespitosa）为兰科羊耳蒜属下的一个种。

## 扩展阅读
- 維基物種上的相關：丛生羊耳蒜